# Meta manchurica
Meta manchurica là một loài nhện trong họ Tetragnathidae.
Loài này thuộc chi Meta. Meta manchurica được miêu tả năm 1992 bởi Marusik & Koponen.